# California Wing Civil Air Patrol
A California Wing Civil Air Patrol (CAWG) é o mais alto escalão da Civil Air Patrol no estado da Califórnia. A sede da California Wing está localizada em Van Nuys, Califórnia. A California Wing consiste em mais de 3.000 membros cadetes e adultos em mais de 77 localidades em todo o Estado da Califórnia.
A ala da California é membro da Região do Pacífico da CAP juntamente com as alas dos seguintes Estados: Alaska, Hawaii, Nevada, Oregon e Washington.

## Missão
A California Wing tem três missões: fornecer serviços de emergência; oferecer programas de cadetes para jovens; e fornecer educação aeroespacial para membros da CAP e para o público em geral.

## Serviços de emergência
A California Wing fornece ativamente serviços de emergência, incluindo operações de busca e salvamento e gestão de emergência, bem como auxilia na prestação de ajuda humanitária.
Em março de 2020, membros da California Wing fizeram parceria com a "American Red Cross" para servir refeições às crianças na área de Los Angeles, enquanto as escolas permaneciam fechadas em meio à pandemia de COVID-19.

## Programas de cadetes
Jovens de 12 a 18 anos podem entrar em um programa de cadetes da CAP. Aos 18 anos, eles podem se tornar um membro sênior ou permanecer como cadete. Aqueles que decidem permanecer como cadetes podem continuar até os 21 anos. O programa de cadetes oferece um programa de 16 etapas que abrange educação aeroespacial, treinamento de liderança, preparação física e liderança moral. A California Wing oferece um acampamento anual de verão para cadetes para aprimorar suas habilidades.

## Educação Aeroespacial
A Civil Air Patrol oferece educação aeroespacial para seus membros voluntários e para o público em geral. O programa de educação interna para membros da CAP educa membros seniores e cadetes; o programa externo para o público em geral é fornecido por meio de oficinas oferecidas através do sistema educacional do país.

## Organização

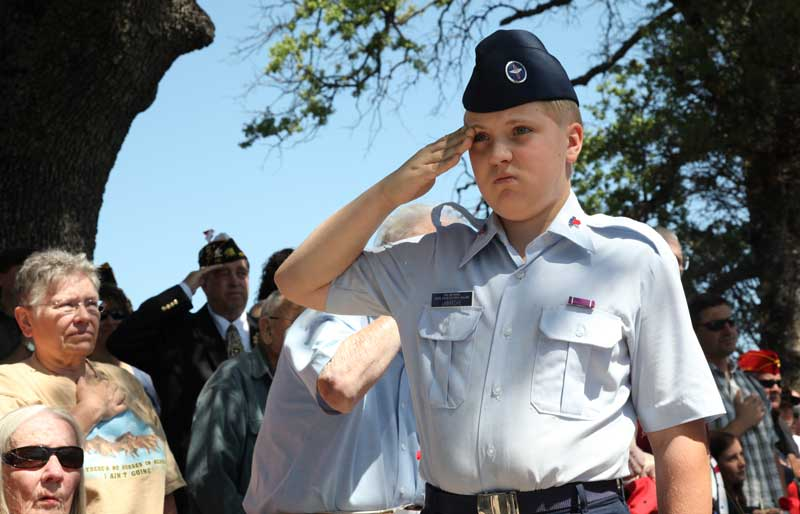
Um cadete da CAP da Califórnia saúda a bandeira americana..

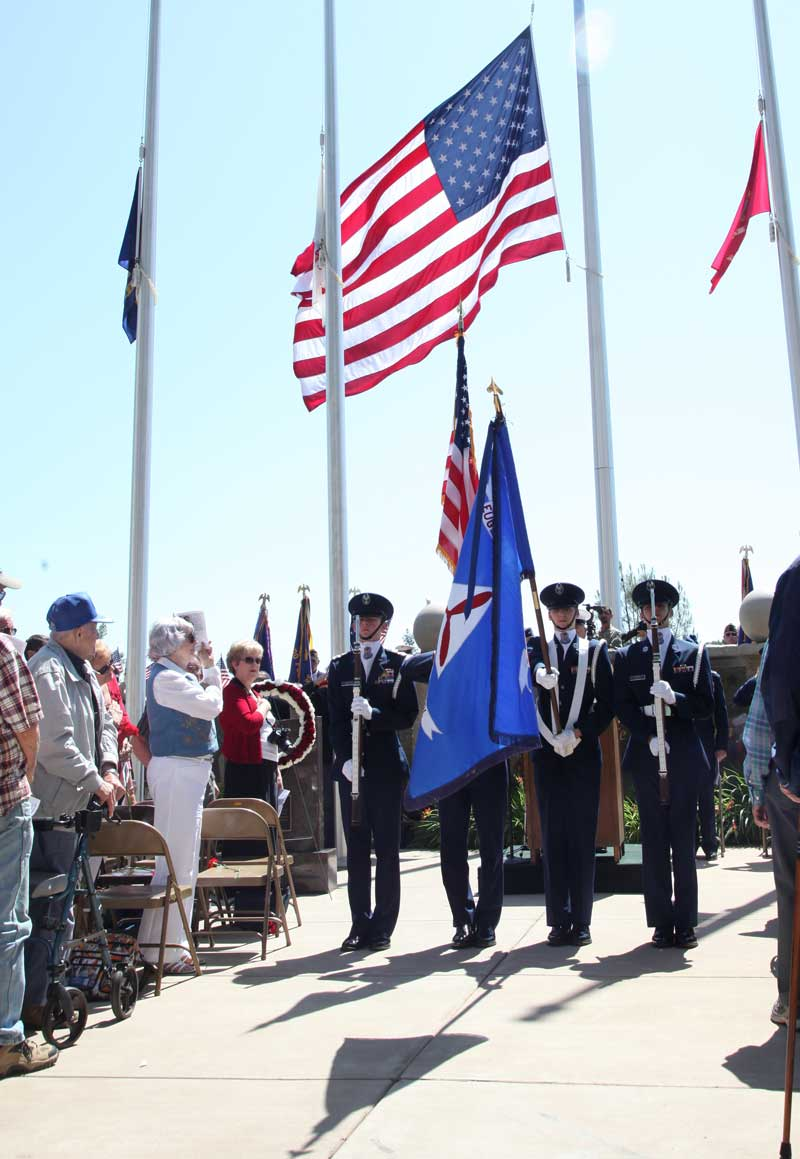
O guarda de honra da California Wing da Civil Air Patrol apresenta as cores durante a observância do Memorial Day de 2012 no Monumento aos Veteranos do Condado de El Dorado em Placerville, Califórnia.

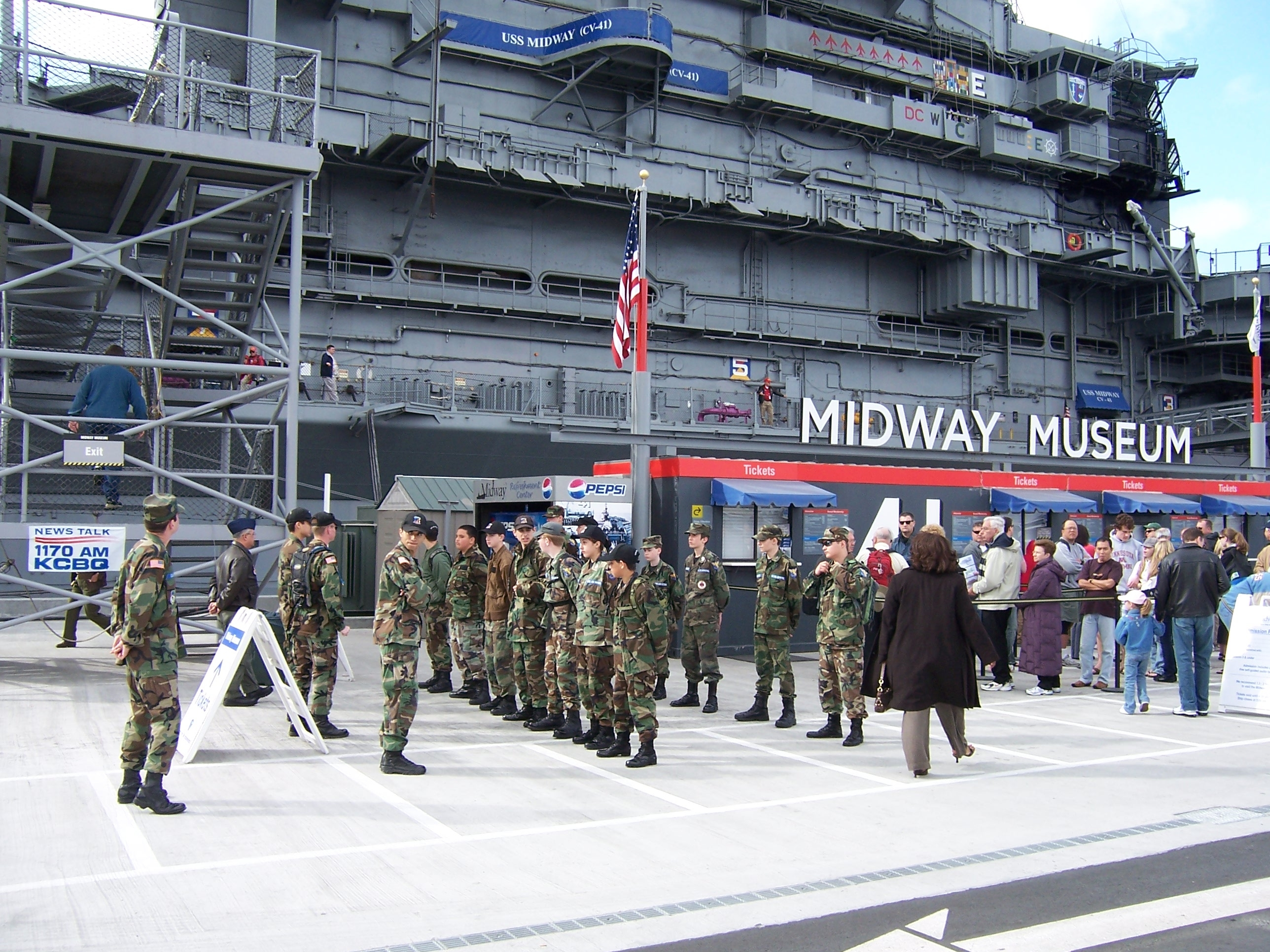
Cadetes da California Wing da CAP visitam o USS Midway em San Diego durante uma de suas viagens educacionais.

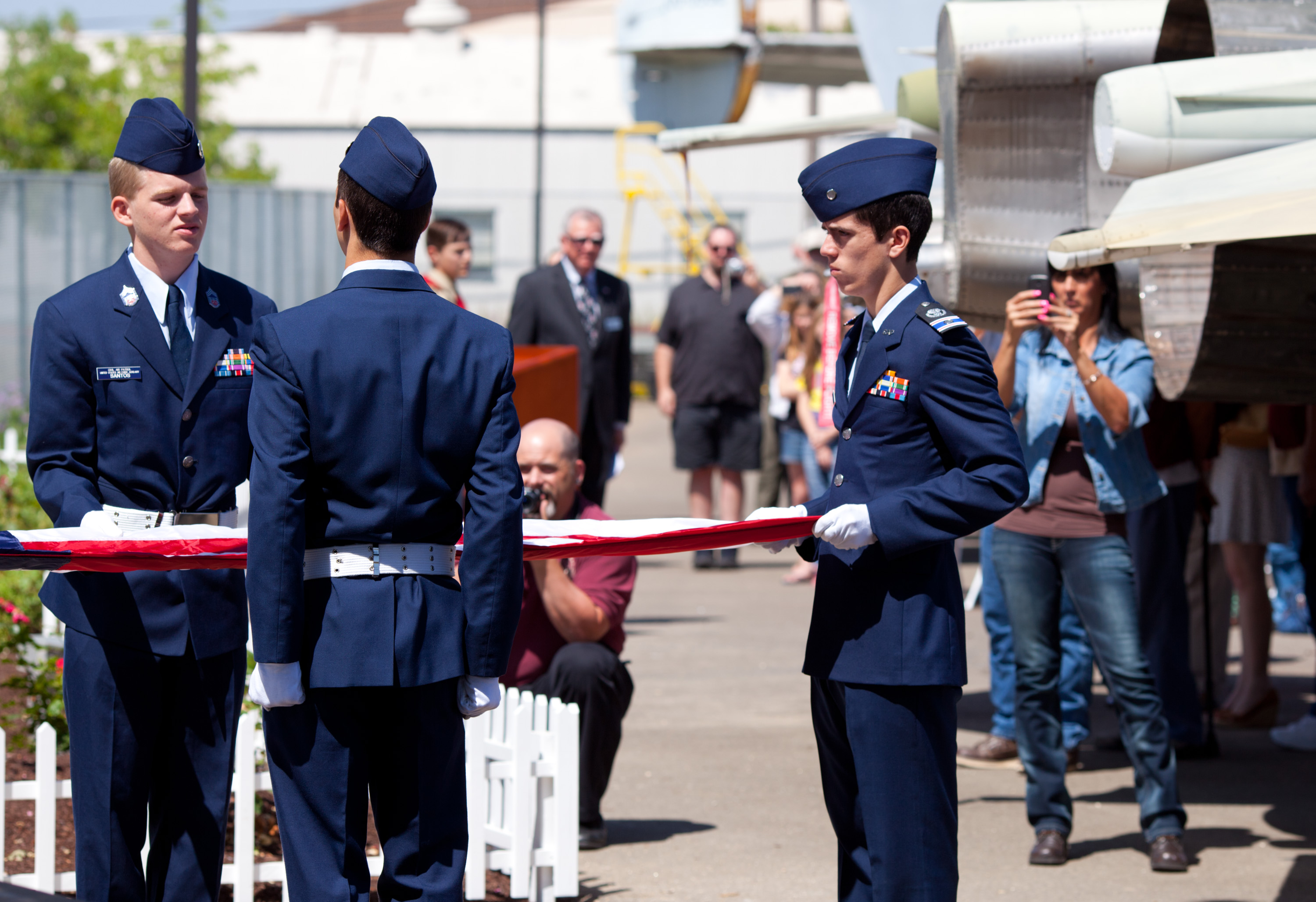
Cadetes da Civil Air Patrol erguem as Cores durante a celebração do Dia da Força Armada no Museu Aeroespacial da Califórnia.

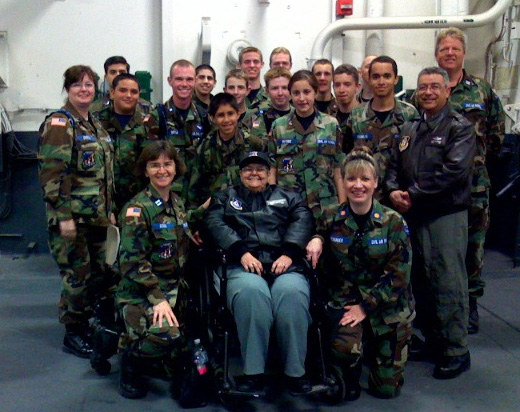
Membros da CAP da Califórnia posam para uma foto durante uma visita ao USS Midway.

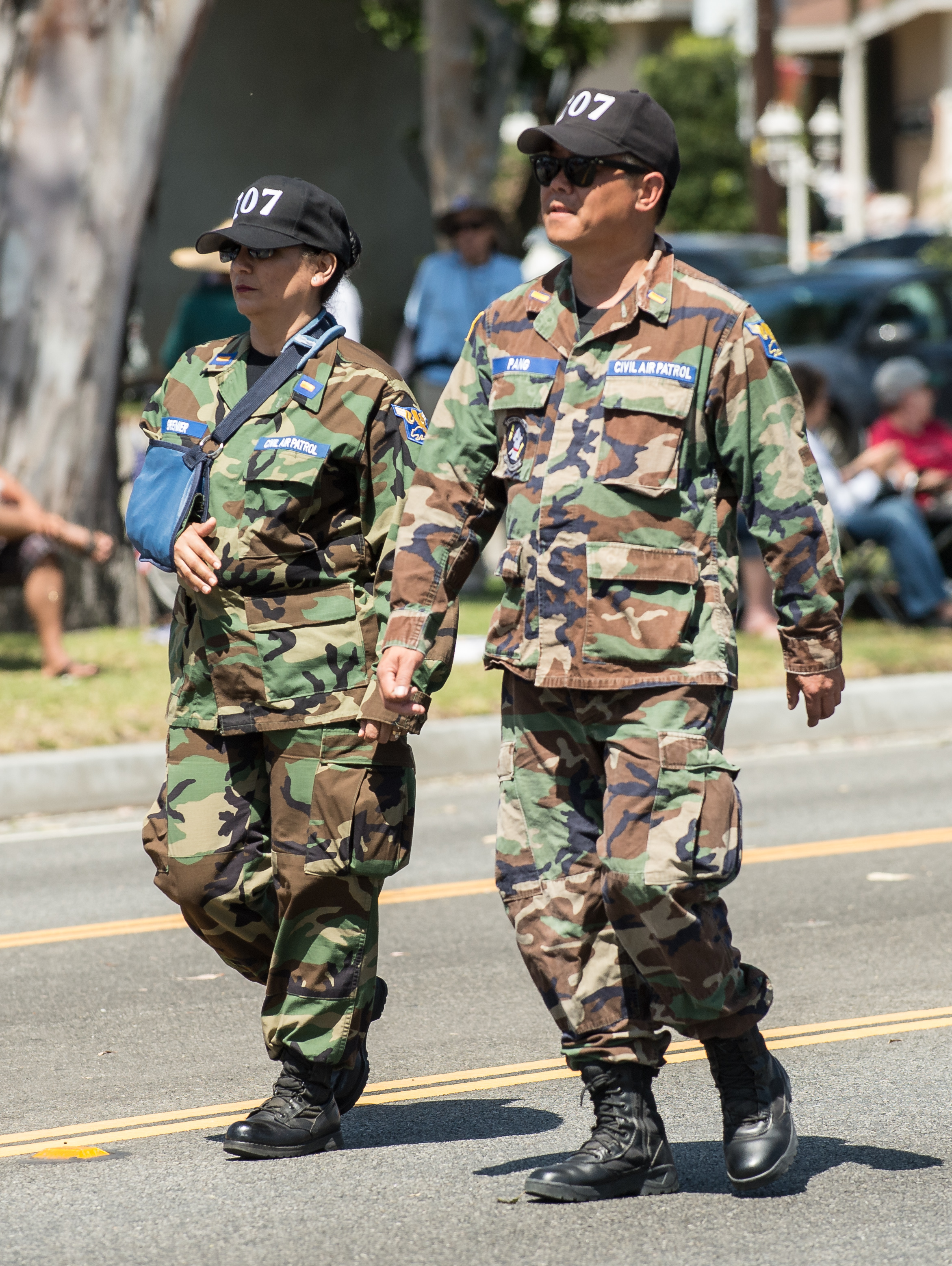
Dois membros do "Beach Cities Cadet Squadron" trabalhando em um evento público.

A California Wing é dividida em oito grupos em todo o Estado, com cada esquadrão sendo designado como um componente de um grupo com base em sua localização geográfica.
| Grupo   | Designação | Nome do Esquadrão                              | Localização     | Notas                                          |
| ------- | ---------- | ---------------------------------------------- | --------------- | ---------------------------------------------- |
|         | CA000      | California Wing Headquarters Squadron          | Van Nuys        |                                                |
|         | CA999      | California Legislative Squadron                | Sacramento      |                                                |
| Grupo 1 | CA051      | Capt Jay Weinsoff Cadet Squadron 3             | Van Nuys        |                                                |
|         | CA127      | El Monte Composite Squadron 21                 | El Monte        |                                                |
|         | CA080      | San Fernando Senior Squadron 35                | Pacoima         |                                                |
|         | CA410      | Clover Field Composite Squadron 51             | Santa Monica    |                                                |
|         | CA282      | Brackett Composite Squadron 64                 | La Verne        |                                                |
|         | CA285      | Beach Cities Cadet Squadron 107                | Torrance        |                                                |
|         | CA379      | Hawker Senior Squadron 128                     | Van Nuys        |                                                |
|         | CA288      | South Bay Senior Squadron 129                  | Torrance        |                                                |
|         | CA116      | San Fernando Cadet Squadron 137                | Pacoima         |                                                |
|         | CA292      | Los Angeles Cadet Squadron 138                 | Norwalk         |                                                |
| Grupo 2 | CA214      | Jon E. Kramer Composite Squadron 10            | Palo Alto       |                                                |
|         | CA371      | Santa Cruz Composite Squadron 13               | Watsonville     |                                                |
|         | CA015      | East Bay Cadet Squadron 18                     | Hayward         |                                                |
|         | CA334      | John J. Montgomery Cadet Squadron 36           | San Jose        |                                                |
|         | CA096      | Diablo Composite Squadron 44                   | Concord         |                                                |
|         | CA110      | San Jose Senior Squadron 80                    | San Jose        |                                                |
|         | CA414      | San Francisco Cadet Squadron 86                | San Francisco   |                                                |
|         | CA346      | Tri-Valley Composite Squadron 156              | Livermore       |                                                |
|         | CA452      | Amelia Earhart Senior Squadron 188             | Oakland         |                                                |
|         | CA180      | West Bay Composite Squadron 192                | San Carlos      |                                                |
| Grupo 3 | CA387      | Riverside Senior Squadron 5                    | Riverside       |                                                |
|         | CA435      | Palm Springs Composite Squadron 11             | Palm Springs    |                                                |
|         | CA437      | Chino Cadet Squadron 20                        | Chino           |                                                |
|         | CA193      | Cable Composite Squadron 25                    | Upland          |                                                |
|         | CA423      | Corona Cadet Squadron 29                       | Norco           |                                                |
|         | CA123      | Billie L. Leclair Cadet Squadron 31            | Rialto          |                                                |
|         | CA007      | March Field Composite Squadron 45              | March Air       |                                                |
|         | CA458      | Hemet-Ryan Composite Squadron 59               | Hemet           |                                                |
|         | CA333      | Voyager Composite Squadron 120                 | Victorville     |                                                |
|         | CA464      | Big Bear Valley Composite Squadron 6750        | Big Bear City   |                                                |
| Grupo 4 | CA204      | Camarillo Composite Squadron 61                | Camarillo       |                                                |
|         | CA158      | Vandenberg Composite Squadron 101              | Santa Maria     |                                                |
|         | CA155      | Bob Beevers Composite Squadron 103             | San Luis Obispo |                                                |
|         | CA240      | Santa Barbara Composite Squadron 131           | Santa Barbara   |                                                |
|         | CA448      | Simi Valley Challenger Composite Squadron 1986 | Simi Valley     |                                                |
| Grupo 5 | CA151      | Sacramento Composite Squadron 14               | Sacramento      |                                                |
|         | CA397      | Beale Composite Squadron 19                    | Yuba City       |                                                |
|         | CA138      | Travis Composite Squadron 22                   | Travis          |                                                |
|         | CA016      | Martin Search and Rescue Composite Squadron 23 | Novato          |                                                |
|         | CA046      | Sierra Composite Squadron 72                   | French Camp     |                                                |
|         | CA273      | Eugene L. Carnahan Cadet Squadron 85           | Placerville     | Anteriormente o Foothill Composite Squadron 85 |
|         | CA034      | Auburn-Starr Composite Squadron 92             | Auburn          |                                                |
|         | CA475      | Butte County Composite Squadron 95             | Oroville        |                                                |
|         | CA246      | Shasta Composite Squadron 126                  | Redding         |                                                |
|         | CA249      | Redwood Empire Composite Squadron 157          | Santa Rosa      |                                                |
|         | CA802      | California Aerospace Composite Squadron        | McClellan       |                                                |
| Grupo 6 | CA425      | Tehachapi Composite Squadron 46                | Tehachapi       |                                                |
|         | CA469      | Pancho Barnes Composite Squadron 49            | Rosamond        |                                                |
|         | CA146      | Lt Col Arthur King Composite Squadron 50       | Modesto         |                                                |
|         | CA140      | Edwards AFB Composite Squadron 84              | Edwards         |                                                |
|         | CA169      | Fresno Composite Squadron 112                  | Fresno          |                                                |
|         | CA224      | Bakersfield Composite Squadron 121             | Bakersfield     |                                                |
|         | CA389      | Merced County Composite Squadron 147           | Atwater         |                                                |
|         | CA394      | Tulare-Kings Composite Squadron 394            | Visalia         |                                                |
|         | CA804      | Joe Walker Middle School Cadet Squadron        | Lancaster       |                                                |
| Grupo 7 | CA434      | Falcon Senior Squadron 40                      | Fullerton       |                                                |
|         | CA428      | Los Alamitos Glider Training Squadron 41       | Los Alamitos    |                                                |
|         | CA295      | Fullerton Composite Squadron 56                | Fullerton       |                                                |
|         | CA384      | Saddleback Composite Squadron 68               | Costa Mesa      |                                                |
|         | CA343      | Long Beach Senior Squadron 150                 | Los Alamitos    |                                                |
|         | CA345      | Los Alamitos Cadet Squadron 153                | Los Alamitos    |                                                |
| Grupo 8 | CA324      | Skyhawk Composite Squadron 47                  | Camp Pendleton  |                                                |
|         | CA256      | San Diego Senior Squadron 57                   | El Cajon        |                                                |
|         | CA466      | Fallbrook Senior Squadron 87                   | Fallbrook       |                                                |
|         | CA441      | San Diego Cadet Squadron 144                   | San Diego       |                                                |
|         | CA473      | South San Diego Cadet Squadron 201             | Chula Vista     |                                                |
|         | CA803      | Escondido Cadet Squadron                       | Escondido       |                                                |

## Proteção legal
Os membros da Civil Air Patrol que estão empregados dentro das fronteiras da California têm direito a licença militar de seu emprego "sem perda de pagamento, tempo, índice de eficiência, férias anuais ou licença médica" de acordo com o Código da California § 1503 quando em treinamento ou outro serviço relacionado à Civil Air Patrol.